# السوالم (لعمور)
السوالم هو دُوَّار يقع بجماعة بني كيل، إقليم فكيك، جهة الشرق في المملكة المغربية. ينتمي الدوّار لمشيخة لعمور التي تضم 5 دواوير. يقدر عدد سكانه بـ 60 نسمة حسب الإحصاء الرسمي للسكان والسكنى لسنة 2004.

## روابط خارجية
- البوابة الوطنية للجماعات الترابية
- المندوبية السامية للتخطيط